# Kanton Chinon
Chinon is een kanton van het Franse departement Indre-et-Loire. Het kanton maakt deel uit van het arrondissement Chinon.

## Gemeenten
Het kanton Chinon omvatte tot 2014 de volgende gemeenten:
- Avoine
- Beaumont-en-Véron
- Candes-Saint-Martin
- Chinon (hoofdplaats)
- Cinais
- Couziers
- Huismes
- Lerné
- Marçay
- Rivière
- La Roche-Clermault
- Saint-Germain-sur-Vienne
- Savigny-en-Véron
- Seuilly
- Thizay

Bij de herindeling van de kantons door het decreet van 18 februari 2014, met uitwerking op 22 maart 2015, werden daar de 12 gemeenten van het opgeheven kanton Azay-le-Rideau aan toegevoegd, namelijk :
- Azay-le-Rideau
- Bréhémont
- La Chapelle-aux-Naux
- Cheillé
- Lignières-de-Touraine
- Rigny-Ussé
- Rivarennes
- Saché
- Saint-Benoît-la-Forêt
- Thilouze
- Vallères
- Villaines-les-Rochers